# Remko Pasveer
Remko Pasveer (født 8. november 1983) i Enschede) er en hollandsk fodboldspiller, der spiller som målmand For Ajax i den hollandske Eredivisie.
Remko Pasveer spillede tidligere for FC Twente inden han skiftede til Heracles Almelo i 2006. Tidligere det år var han en del af Hollands U/21-fodboldlandshold, der vandt U-21 Europamesterskabet i fodbold i 2006 i Portugal. Han blev to år på lån i Go Ahead Eagles.